# Франческо Ботичини
Франческо Ботичини (на италиански: Francesco di Giovanni BotticiniFrancesco di Giovanni Botticini; 1446, Флоренция — 16 януари 1498, Флоренция) – италиански художник.

## Творчество
В творбите му се виждат влиянието на Верокио, Ботичели, Андреа дел Кастаньо, Козимо Росели, Филипино Липи и фламандската живопис. 

### Зрял период
- Франческо Ботичини. Мадона с младенеца. Частна колекция.
- Мадона коленичила пред бебето  Христос с Йоан Кръстител и ангели. прибл. 1485 г., Галерия Пити, Флоренция